# Dritto di poppa
Il dritto di poppa (ruota di poppa o dritto del timone) è l'elemento strutturale o palo verticale a poppa di una nave o una barca (generalmente in legno) e collegato inferiormente alla chiglia, sostenendo; l'asse del timone, lo specchio di poppa e la parte più arretrata dell'angolo sinistro della poppa.
Il dritto di poppa può essere sia completamente verticale che leggermente inclinato o "rastrellato" verso poppa.

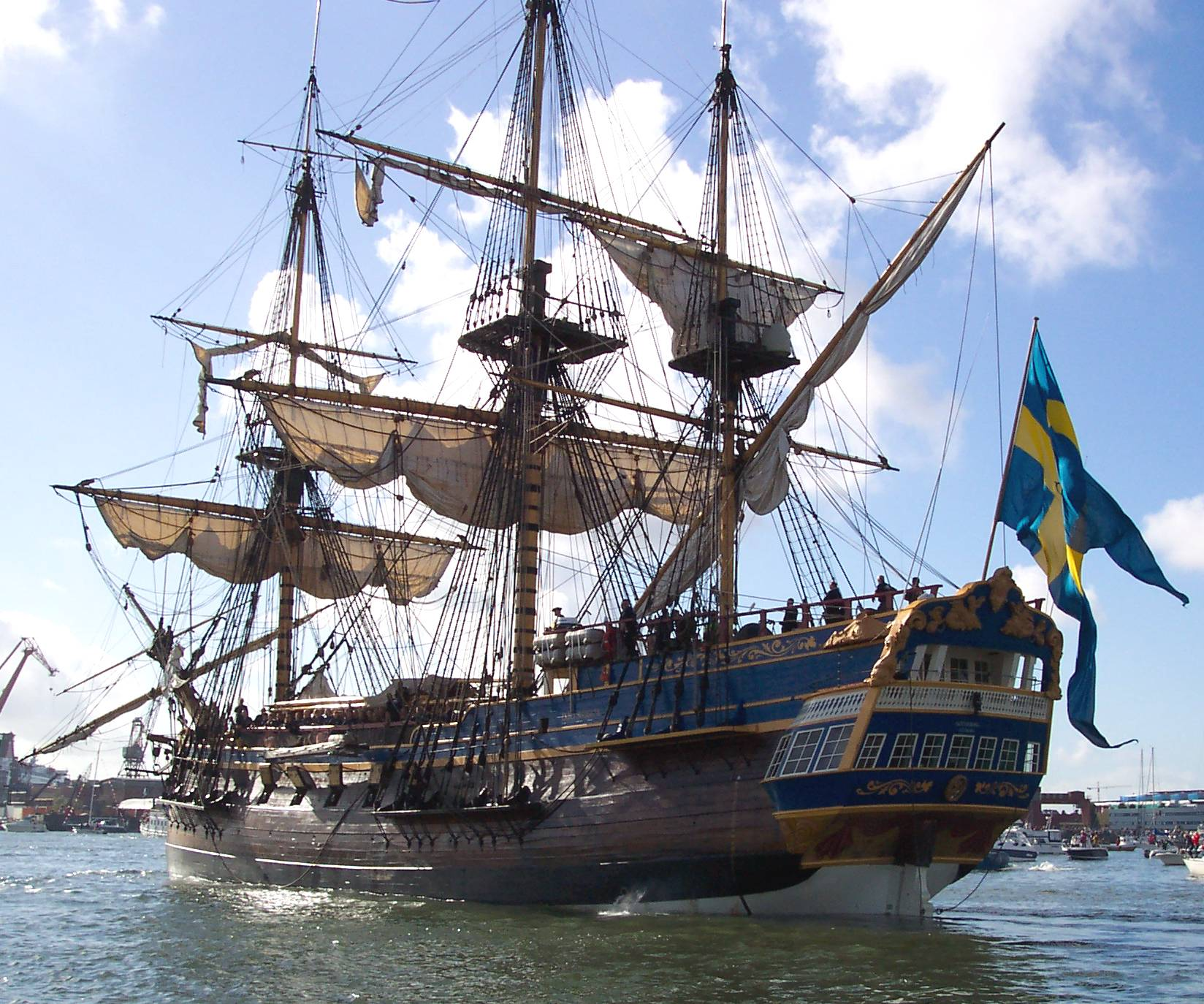
Vascello del XVIII secolo a Göteborg.
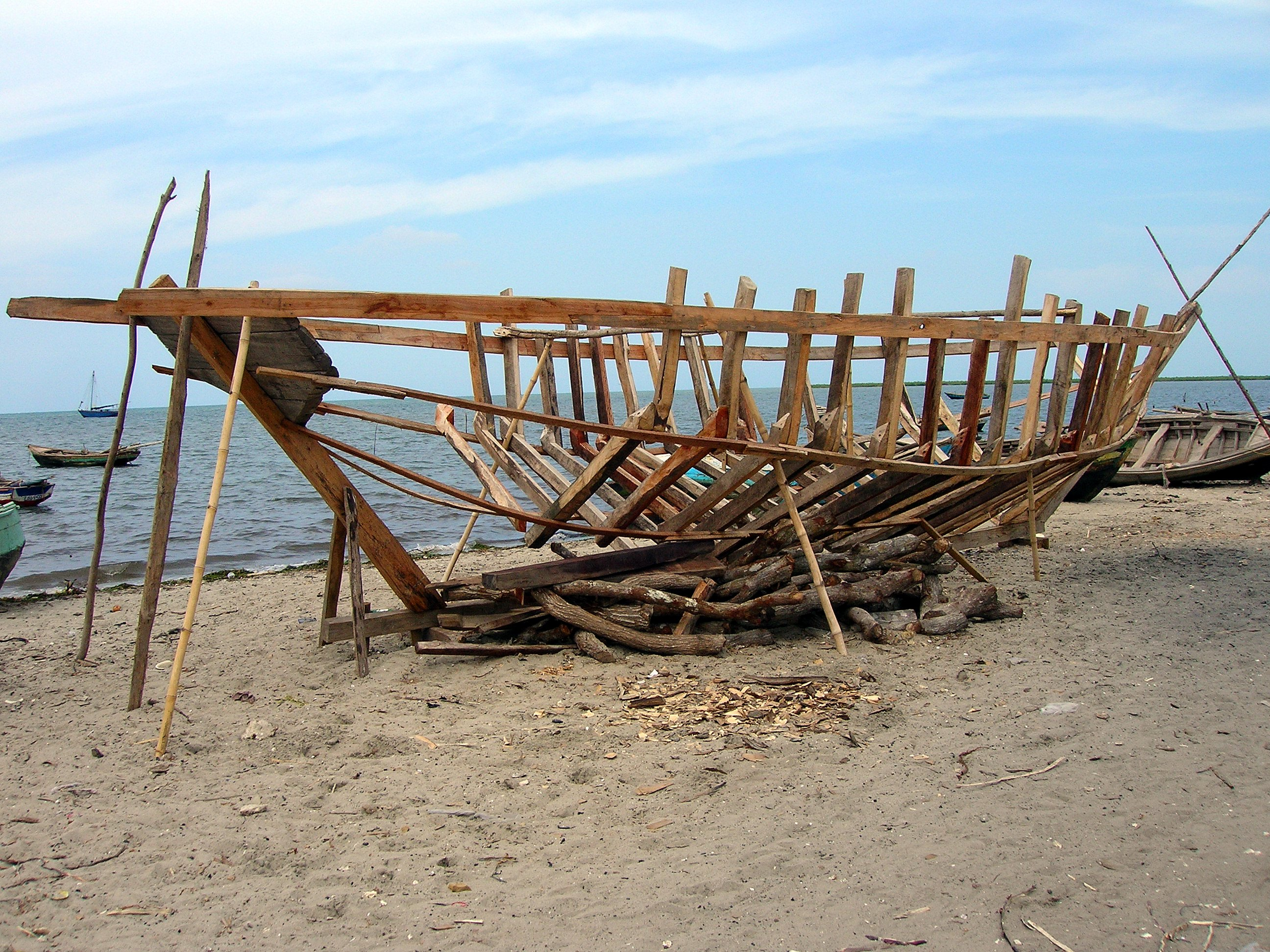
Scafo di una barca a vela da pesca in costruzione a Haiti. Vista dal dritto di poppa.
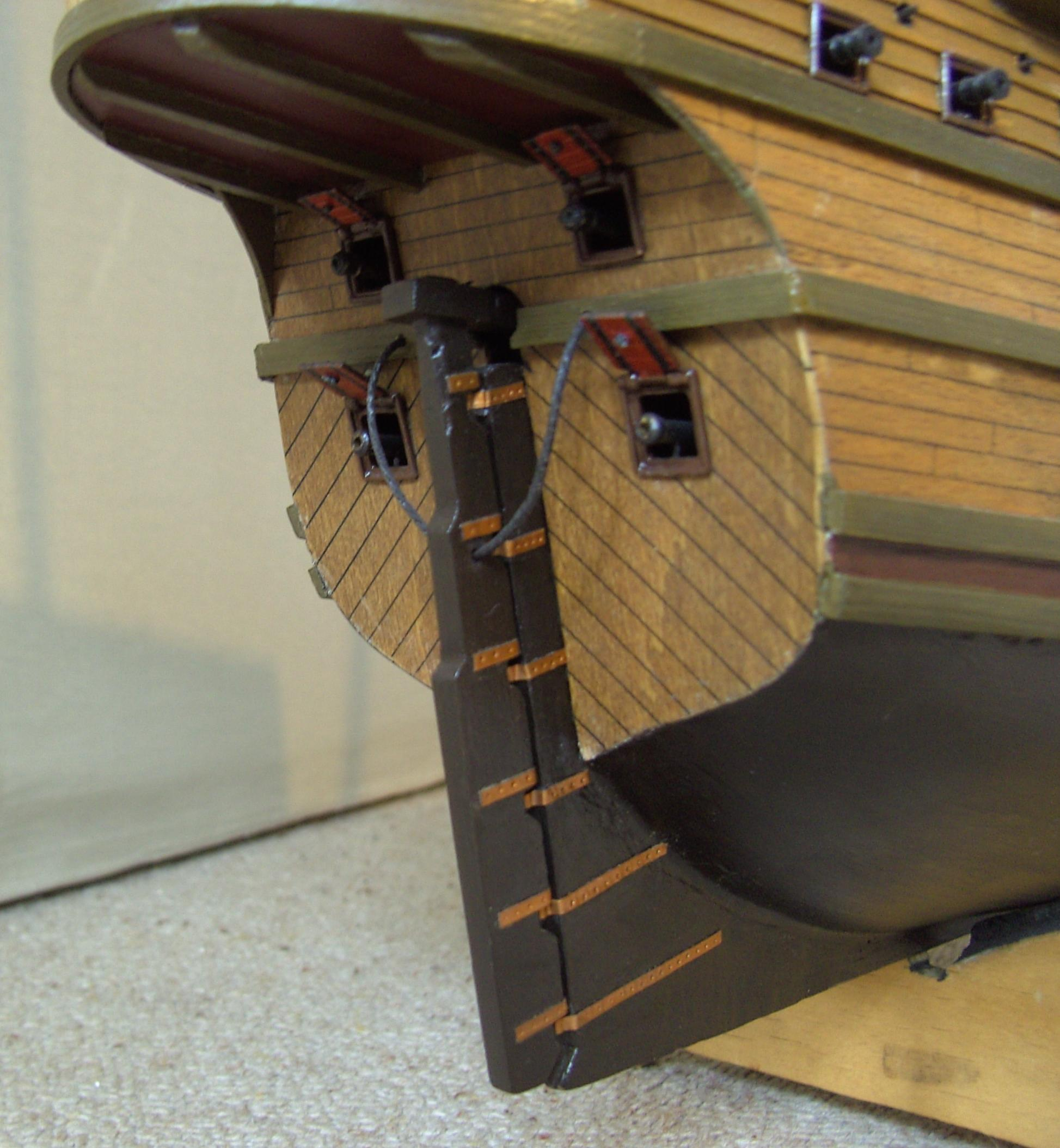
Timone montato al dritto di poppa della nave Adler von Lübeck del modello Graupner.